# Thomas Edward Laws Moore
Pour les articles homonymes, voir Thomas Moore.
Thomas Edward Laws Moore, né le 9 février 1816 à Brompton (Kent) et mort le 30 avril 1872 à Plymouth, est un navigateur britannique.

## Biographie
Entré dans la Royal Navy en 1832 en tant que volontaire de première classe, il est premier maître du HMS Terror lors de l'expédition Ross (1839-1843). Il devient lieutenant en 1843. Il prend alors part à une expédition vers le Pôle Sud sur la Pagode sur laquelle il effectue de nombreuses mesures magnétiques. Avec Henry Kellett, en 1844-1845, il effectue des mesures de magnétisme dans les mers du Sud, cherche l'île Bouvet en vain et est bloqué par les glaces par 67° 50' S.
En 1848, il devient commandant du Plover. Il essaie alors de franchir le détroit de Béring lors d'une expédition partie à la recherche de John Franklin. Il découvre en 1849 l'île Herald et atteint le détroit de Kotzebue. Mc Clure le rejoint en 1850.
Capitaine (1852), il est nommé en 1855 gouverneur des îles Falkland, poste qu'il conserve jusqu'en 1862. Il est promu rear admiral en 1869.
On lui doit le récit Narrative of the Proceedings of Commander TEL Moore of her Majesty's ship Plover... (1851).
Jules Verne le mentionne dans son roman Les Aventures du capitaine Hatteras (partie 1, chapitre XII).